# Дженсен, Джейн
Джейн Дже́нсен (Jane Jensen; 28 января 1963 года, Палмертон, Пенсильвания, США) — американский разработчик компьютерных игр. Известна созданием серии приключенческих компьютерных игр Gabriel Knight, а также как автор романов «Судный день» (англ. Judgement Day) и «Уравнение Данте» (англ. Dante’s Equation).

## Краткая биография
Джейн Дженсен, урождённая Джейн Элизабет Смит (Jane Elizabeth Smith), была младшей из семи детей в семье. Она получила диплом по специальности Компьютерные науки (англ. Computer Science) в частном христианском университете свободных искусств в городе Андерсон и в течение шести лет работала системным программистом в компании Hewlett-Packard. Её любовь к компьютерам и сочинению мистических историй привела её в индустрию компьютерных игр и в компанию Sierra Online в 1991 году. Джейн работала сценаристом игр Police Quest III: The Kindred и EcoQuest: The Search for Cetus. Затем она участвовала в разработке игры King's Quest VI: Heir Today, Gone Tomorrow вместе с известной Робертой Уильямс.
Первым самостоятельным проектом Джейн стала игра Gabriel Knight: Sins of the Fathers, вышедшая в 1993 году. Мрачная, сверхъестественная история была встречена с энтузиазмом поклонниками жанра и получила награду «Adventure Game of the Year» от журнала Computer Gaming World.
Затем последовали продолжения приключений Габриэля Найта: Gabriel Knight 2: The Beast Within в 1995 году и Gabriel Knight 3: Blood of the Sacred, Blood of the Damned в 1999 году. Каждая часть трилогии создана в своём формате: первая игра серии представляет собой традиционный двумерный квест, вторая выполнена полностью на основе технологии FMV (full motion video), а третья представлена в пререндеренном 3D. Несмотря на коммерческий успех первых двух частей и хорошую критику (The Beast Within была названа журналом Computer Gaming World «Игрой года»), высокая стоимость разработок и общий кризис игровой индустрии, связанный с падением популярности квеста как жанра, а также финансовые проблемы компании Sierra не позволили продолжить серию.
В 1996 году Дженсен опубликовала новеллу по первой игре серии Gabriel Knight. Новелла по второй части сериала вышла в 1998 году. В 1999 году Дженсен опубликовала свою первую книгу, сюжетно не связанную с компьютерными играми: «Millennium Rising» (позже название было изменено на «Judgment Day»). Её четвёртая книга, «Dante’s Equation», вышедшая в 2003 году, была номинирована на Премию Филипа Киндреда Дика.
После закрытия проекта Gabriel Knight деятельность Джейн Дженсен в сфере игровой индустрии ограничилась разработкой небольших казуальных shareware-игр с детективным или мистическим антуражем. Эти игры выпускались компанией Oberon Media. Наиболее примечательные из них — Inspector Parker (2003) и BeTrapped! (2004), сочетающие в себе традиционные квестовые элементы и логические головоломки.
В 2006 году Джейн Дженсен объявила о своём возвращении в «большую» игровую индустрию. Следующим её проектом стал мистический квест Gray Matter, анонсированный в августе 2006 года на игровой выставке в Лейпциге. Выход игры был запланирован на начало 2008 года, однако состоялся лишь в ноябре 2010 года. Над проектом работала молодая студия Tonuzaba Entertainment, ход работ контролировался непосредственно Джейн Дженсен. По замыслу Дженсен, Gray Matter должна была стать первой игрой в новой линейке квестов. Как и в серии Gabriel Knight, в игре присутствуют два главных героя — нейробиолог Доктор Девид Стайлс (Dr. David Styles) и уличная артистка и фокусница Саманта Эверетт (Samantha Everett). Героям предстоит столнуться с паранормальными явлениями и заняться их изучением. Отличительной особенностью игры заявлено проведение нейробиологических исследований по методикам, приближенным к реальным.
в 2012 году Джейн Дженсен и её супруг, композитор Роберт Холмс, написавший музыку к играм серии Gabriel Knight и игре «Gray Matter», объявили о создании студии для разработки новых игр под названием Pinkerton Road. В 2014 году студия выпустила свои первые игры — «Moebius: Empire Rising» и «Gabriel Knight: Sins of the Fathers 20th Anniversary Edition».